# Axel Corall
Axel Corall (* 9. April 1896 in Schweden; † 20. Oktober 1975 in den Vereinigten Staaten)  war ein schwedischer Fußballspieler. Er bestritt zwischen 1919 und 1921 vier Länderspiele für die schwedische Nationalmannschaft.

## Werdegang
Corall spielte mindestens ab 1919 bis 1921 unregelmäßig für den Stockholmer Klub Hammarby IF und den in Norrköping beheimateten IK Sleipner. Letzterer erreichte in der vor Einführung der Allsvenskan als landesweiter Spielklasse im Pokalform ausgetragenen Landesmeisterschaft 1920 das Endspiel gegen Djurgårdens IF im Olympiastadion Stockholm, das ohne ein Mitwirken Coralls verloren ging.
1919 wurde Corall erstmals vom Auswahlkomitee des Svenska Fotbollförbundet als Auswahlspieler in der schwedischen Nationalmannschaft berücksichtigt. Im August des Jahres debütierte er für seine Farben beim 4:1-Erfolg über die Niederlande und kam im weiteren Jahresverlauf zu zwei weiteren Länderspieleinsätzen. 1921 wurde er ein viertes Mal eingesetzt.
1921 emigrierte Corall in die Vereinigten Staaten, wo er noch mehrere Jahre für den Hartford Scandia AC spielte.
Über das weitere Leben Coralls – insbesondere auch abseits des Fußballplatzes – ist derzeit nichts bekannt.